# جزيرة بوندال
جزيرة بوندال هي جزيرة صغيرة تقع في بحر العرب بالقرب من مدينة كراتشي،السند،باكستان.